# Slap ob Idrijci
Slap ob Idrijci – wieś w Słowenii, w gminie Tolmin. W 2018 roku liczyła 236 mieszkańców.